# ماثيو ويليام (قاضي)
ماثيو ويليام (و. 1609 – 1676 م) هو قاضي، وسياسي من مملكة إنجلترا، توفي عن عمر يناهز 67 عاماً.

## مناصب
تولى منصب Lord Chief Justice of England and Wales ‏ (18 مايو 1671–20 فبراير 1676)
- Chief Baron of the Exchequer [الإنجليزية]‏ (7 نوفمبر 1660–1671)
- Justice of the Common Pleas [الإنجليزية]‏ (31 يناير 1653–15 مايو 1659)
- عضو مجلس النواب في البرلمان البريطاني

.

## التعليم
تعلم في كلية هيرتفورد
.

## روابط خارجية
- ماثيو ويليام على موقع الموسوعة البريطانية (الإنجليزية)
- ماثيو ويليام على موقع إن إن دي بي (الإنجليزية)